# 조만종
조만종(曺萬鍾, 1902년 12월 22일~1988년 5월 3일)은 대한민국의 정치인이다. 제3대 국회의원을 지냈다.

## 역대 선거 결과
|  | 14.18% |

|  | 21.15% |

|  | 6.90% |